# Baie-Comeau
Baie-Comeau is een stadje (ville) in de Canadese provincie Québec en telt 22.554 inwoners (2006).

## Geboren
- Brian Mulroney (1939-2024), politicus